# Sclerophylax
Genre
Sclerophylax est un genre de plantes de la famille des Solanaceae.

## Liste d'espèces
Selon NCBI (16 avr. 2012) :
- Sclerophylax adnatifolia
- Sclerophylax gilliesii
- Sclerophylax spinescens